# Enriqueta Ferrús i Ribes
Enriqueta Ferrús i Ribes (Vinebre, 10 d'octubre de 1868 - Tortosa, 25 de novembre de 1922) fou una llibretera, impressora i escriptora ebrenca, membre de la Renaixença. Va regentar l'actual llibreria Viladrich entre 1891 a 1918.

## Biografia[5]
Enriqueta Ferrús, segona filla del mestre d'escola de Xerta, Pere Ferrús i Ribes (Ascó, 1837-Tortosa, 1897) i de Maria Antònia Ribes i Magrià (Tortosa, 1842-1914), va passar la major part de la seua infància al poble de Xerta juntament amb les seues tres germanes (Maria Cinta, Teresa i Irene). Allí va entrar en contacte amb una figura cabdal de la Renaixença a les Terres de l'Ebre: Antoni Añón i Cortiella.
Més tard, la família Ferrús i Ribes es traslladarà a viure a Tortosa i estiuejarà a la veïna població de l'Ampolla, on coneixerà el seu futur marit, Francesc Mestre i Noè.
El 27 de desembre de 1889, als 21 anys, Enriqueta Ferrús i Ribes es casà amb Francesc Mestre i Noè a la catedral de Tortosa. La partida de casament dipositada en el volum 50, foli 127, diu així:
| « | Divendres, dia vint-i-set de desembre de mil vuit-cents vuitanta-nou. En la Santa Església Catedral de Tortosa, província de Tarragona; jo el baix firmant, Regent de la mateixa, previ el disposat pel Sant concili Tridentí i amb arreglo a disposicions legals vigents, esposà per paraules de present a Francesc Mestre, fadrí, de vint-i-tres anys, fill del consorts, Mariano Mestre i Carme Noé. Amb Enriqueta Ferrús, fadrina, de vint-i-un anys, filla legítima dels consorts, Pere Ferrús i Maria Ribes, tots d'esta ciutat. Foren testimonis Julio Nicolau i Gonzalo Jover. Viuen al carrer de la Llotja. | » |

Als capítols matrimonials de Francesc i Enriqueta, firmats en 28 de novembre de 1889, els pares d'ell li imposen que continue amb el negoci dels ferros i que visquen tots junts a la casa de la Llotja núm. 1, dalt mateix de la botiga de llauneria del seu pare, i que se n'encarreguen de cuidar-los adequadament. Així també creuen assegurada la continuïtat del seu negoci, motiu pel qual, al mateix moment, davant notari, firmen uns poders a favor de Francesc amb els quals li atorguen la potestat de vendre, comprar i fer tot el que calgui per tirar el negoci endavant. Enriqueta Ferrús accepta la situació. Un paràgraf dels capítols matrimonials, però —basant-se en el dret tortosí regulat en les Costums de Tortosa, que reconeix molts més drets per a les dones tortosines dels que en la mateixa època es donaven a la resta del país, amb el Codi Civil Català— especifica la separació de bens i la copropietat del benefici que obtingui el matrimoni, a parts iguals. I la parella Mestre-Ferrús es trasllada a viure al carrer de la Rosa, número 13, on portaran el negoci de la futura llibreria, que regenterà Enriqueta Ferrús, mentre que el seu marit es dedicarà a fer d'habilitat dels mestres d'escola, els quals fan tertúlia en la llibreria mentre ella despatxa als clients.
Enriqueta morirà a finals de 1922, als 55 anys, en no superar una operació en la clínica de la ciutat de València. Mestre i Noè sempre la recordarà com la seua gran col·laboradora.

## Llibretera i impressora[6]
A principis de novembre de 1891 el matrimoni Mestre-Ferrús adquireix la Librería Religiosa, Científica y Literaria, la més antiga de Catalunya i una de les més antigues d'Europa, de la qual ja es tenen notícies en 1760, encara que és probable que existís abans. Regentada pel senyor Prades des de feia 15 anys, la tipografia-llibreria havia estat abans propietat d'Oliveres i Tió. A la dècada dels anys seixanta del segle xix havia estat situada a l'entresol de la Plaça Nova, número 10, i editava diversos periòdics locals com El País o El Correo del Ebro. Així, doncs, el jove matrimoni abandona definitivament el domicili del carrer de la Llotja per anar a viure a dalt mateix de la llibreria, situada al carrer de la Rosa, el més important de la ciutat, cosa que provoca un cert distanciament familiar.
Enriqueta Ferrús i Ribes, essent dona instruïda, veu l'oportunitat de poder treballar fora de casa en un àmbit que coneix prou bé. És ella qui portarà la impremta lligada a la llibreria i qui investigarà les fórmules magistrals de les diverses tintes, que després comercialitzarà amb la marca La Jibia, una tinta de color de sèpia, la més utilitzada pels escriptors de la Renaixença, que s'obtenia de la sèpia comuna. Ella és la que escriu i viatja per a entrevistar-se amb diversos químics internacionals, la que assaja fórmules al laboratori, i la que, amb mesures ben precises i detallades, escriu un curiós receptari amb diverses tintes creades per ella mateixa.
El 1906 es comença a comercialitzar la tinta amb la seva marca i, gràcies als beneficis de la seua venda, ben aviat pot fer obres de millora a la llibreria. També s'associarà amb Ricard Climent per a comercialitzar un reconstituent de salut: Hipofosfitos. Com que el volum de feina s'ha incrementat tant, el 1909 arriba a un acord amb els germans Fermín i Claudio Viladrich, que els han llogat la llibreria en un primer moment i els l'acaben venent a terminis. Encara estaran uns anys portant la llibreria i aprofitant els seus aparadors per a promulgar certàmens literaris i jocs florals, entre d'altres, però el gruix de la faena el portaran els germans Viladrich. A la mort d'Enriqueta, el 1922, la llibreria passa definitivament als germans Viladrich.

## Feminisme ebrenc
Enriqueta Ferrús era seguidora de l'incipient corrent feminista català, de caràcter catòlic i conservador, que es donava entre les dones de l'alta i mitjana burgesia catalana i, com moltes d'elles, estava relacionada amb llaços familiars amb personatges de gran relleu dins del catalanisme polític. Es trobava entre els seus llibres de capçalera, l'Estudi feminista. Orientacions per a la dona catalana, de Dolors Monserdà, primer llibre del feminisme catalanista que va veure la llum al 1909.
Havent rebut una excel·lent formació cultural, va poder combinar les «qüestions» domèstiques i treballar fora de casa. El dret a rebre una educació com la d'un home, llegint els clàssics i els romàntics, tindre el mateix dret que l'home en la justícia, i llibertat a l'hora de vestir i de viure, començà a ser cabdal per a aquest primer feminisme. El seu marit defensarà també en diversos articles la igualtat de sexes i el dret de les dones a l'educació i al treball fora de casa.
En l'època d'Enriqueta Ferrús, quan encara era del tot estranya l'aparició de la dona dins de l'àmbit literari, ella optarà per ser la gran col·laboradora dels escrits del seu marit, ajudant-lo a redactar-los, canviant-ne l'estil i animant-lo a produir obra de marcat accent catalanista. Enriqueta Ferrús se subscriurà a la revista feminista Feminal, de La Il·lustració catalana, i al setmanari feminista Or i grana, de Solidaritat Catalana. Tot i que la seua obra personal no és gaire prolífica, produirà alguns articles en català que es publicaran en premsa local amb la firma, “E de M”. En tenim un exemple en l'article escrit en català al diari El Restaurador titulat «De festes».

## Reconeixements i memòria
L'Ajuntament de Tortosa va recollir l'activitat empresarial i literària de Ferrús en la campanya «Dones Rellevants», que destacava les biografies de diferents dones oblidades i rellevants de la ciutat. I l'any 2022 va commemorar el centenari de la seva mort.